# Спинокрил джерельний
Спинокрил джерельний (Fissidens fontanus) — вид мохів порядку дикранальних (Dicranales).

## Поширення
Батьківщиною є Європа, Північна Америка, Південна Америка.
Прикріплюється до різних субстратів у стоячій і проточній воді, а також росте у прибережних лиманах.

## Характеристика
Рослини до 120 × 6 мм. Стебло зазвичай рясно розгалужене. Листки численні й розміщені попарно, від ланцетних до лінійно-ланцетних, часто дещо серпуваті, гострі, до 7 × 0.6 мм; край ± цілий. Коробочкові ніжки 0.5–0.6 мм. Коробочка 0.5–0.6 мм, пряма, радіально-симетрична. Спори 18–27 мкм.